# 水谷千秋
水谷 千秋（みずたに ちあき、男性、1962年 - ）は、日本の歴史学者。堺女子短期大学副学長。教授。日本古代史専攻。

## 来歴
滋賀県生まれ。龍谷大学大学院で日野昭に学び、同博士後期課程単位取得。2002年『継体天皇と古代の王権』で文学博士（皇學館大学）の学位を取得。2003年松本清張記念館の研究奨励金を授与される。龍谷大学非常勤講師を経て、2007年より堺女子短期大学准教授。2013年より同教授。2019年、同図書館長。2021年、同副学長就任。

## 著書

### 単著
- 『継体天皇と古代の王権』和泉書院〈日本史研究叢刊〉、1999年10月。ISBN 4-7576-0005-4。
- 『謎の大王継体天皇』文藝春秋〈文春新書〉、2001年9月。ISBN 4-16-660192-X。
- 『女帝と譲位の古代史』文藝春秋〈文春新書〉、2003年12月。ISBN 4-16-660354-X。
- 『蘇我氏と日本の古代 『日本書紀』の記載の検討』北九州市立松本清張記念館、2004年。 (松本清張研究奨励事業研究報告書 第5回)
- 『謎の豪族蘇我氏』文藝春秋〈文春新書〉、2006年3月。ISBN 4-16-660495-3。
- 『謎の渡来人秦氏』文藝春秋〈文春新書〉、2009年12月。ISBN 978-4-16-660734-1。
- 『継体天皇と朝鮮半島の謎』文藝春秋〈文春新書〉、2013年7月。ISBN 978-4-16-660925-3。
- 『古代豪族と大王の謎』宝島社〈宝島社新書〉、2019年4月。ISBN 978-4-8002-8722-9。
- 『日本古代の思想と天皇』和泉書院〈日本史研究叢刊〉、2020年4月。ISBN 978-4-7576-0947-1。
- 『女たちの壬申の乱』文藝春秋〈文春新書〉、2021年8月。ISBN 978-4-16-661324-3。
- 『日本の古代豪族100』講談社〈講談社現代新書〉、2022年7月。
- 『教養の人類史　ヒトは何を考えてきたか』（文春新書）2023年10月。
- 『なぜ朝鮮半島に前方後円墳があるのか　古代日本と韓国の謎をさぐる』（宝島社新書）2025年6月

### 監修
- 『仁徳天皇陵と巨大古墳の謎』宝島社、2019年7月。ISBN 978-4-8002-9676-4。
- 『空白の日本古代史』宝島社新書、2022年6月。